# شهرستان ولی (آیداهو)
شهرستان ولی، آیداهو (به انگلیسی: Valley County, Idaho) یک سکونتگاه مسکونی در ایالات متحده آمریکا است که در آیداهو واقع شده‌است.

## خصوصیات
شهرستان ولی ۹٬۶۶۸٫۴۸ کیلومترمربع مساحت دارد.